# Anna Barton
Anna Barton (ur. 18 maja 1938) – polska bizneswoman, założycielka i właścicielka wytwórni lodów, twórczyni marki Lody Barton, posiadaczka lodziarni we wrocławskich centrach handlowych; działaczka społeczna.

## Życiorys
Wrocławianka od 1955 roku. Urodzona na wschodzie Polski, mieszkała później w Dzierżoniowie. Z zawodu jest pielęgniarką, studiowała też pedagogikę. Do Wrocławia przeprowadziła się z powodu nakazu pracy w Wojewódzkim Szpitalu Specjalistycznym na oddziale dziecięcym chirurgii urazowej i ortopedii, gdzie przepracowała 15 lat. Z powodów osobistych w 1972 r. zmieniła zawód.
Pomimo braku doświadczenia w branży cukierniczej, w 1971 r. rozpoczęła produkcję lodów samodzielnie ucząc się rzemiosła. Wtedy to przy ul. Zawalnej we Wrocławiu powstał pierwszy lokal firmy Lody Naturalne Barton. Jej lody charakteryzowały się recepturą opartą na naturalnych składnikach.
Pod koniec lat 80. i na początku lat 90. przeprowadziła się do Australii, gdzie także prowadziła wytwórnię lodów. Obecnie zatrudnia około 90 osób. Jej firma ma kilka filii, w tym w Australii oraz w willi na wrocławskich Karłowicach, gdzie mieści się główna siedziba.
W 2014 r. zajęła 11. miejsce w plebiscycie Kobieta Wpływowa organizowanym przez Gazetę Wrocławską. W 2015 r. została laureatką plebiscytu Ikony Biznesu Wrocław, jej historia została umieszczona w specjalnie wydanej z tej okazji księdze, razem z tekstami na temat innych laureatów.

## Życie prywatne
Ma syna i córkę. Oboje mieszkają w Australii. Jej hobby to ciągła przebudowa kawiarni na Karłowicach. Dwukrotnie zamężna.